# Kolomyja rajon
Kolomyja rajon (ukrainsk: Коломи́йський райо́н, tr. Kolomýjskyj rajón) er en rajon (distrikt) i Ivano-Frankivsk oblast (region) i Ukraine. Det har et areal på 2.484 km2
og et befolkningstal på 279.800 (2020) indbyggere. Hovedbyen er byen Kolomyja.